# Тесівська сільська рада (Острозький район)
Те́сівська сільська́ ра́да — колишній орган місцевого самоврядування в Острозькому районі Рівненської області. Адміністративний центр — село Тесів.

## Загальні відомості
- Тесівська сільська рада утворена в 1940 році.
- Територія ради: 23,21 км²
- Населення ради: 602 особи (станом на 2001 рік)

## Населені пункти
Сільській раді підпорядковані населені пункти:
- с. Тесів
- с. Хрінів

## Склад ради
Рада складається з 14 депутатів та голови.
- Голова ради: Поліщук Валентина Миколаївна
- Секретар ради: Кротюк Наталія Віталіївна

### Керівний склад попередніх скликань
| Прізвище, ім'я, по батькові  | Основні відомості                                                                           | Дата обрання | Дата звільнення |
| ---------------------------- | ------------------------------------------------------------------------------------------- | ------------ | --------------- |
| Гулюк Іван Миколайович       | Сільський голова, 1948 року народження                                                      | 26.03.2006   | 31.10.2010      |
| Поліщук Валентина Миколаївна | Сільський голова, 1962 року народження, освіта вища, Всеукраїнське об'єднання «Батьківщина» | 31.10.2010   |                 |

Примітка: таблиця складена за даними сайту Верховної Ради України